# Нідерландський банк
Нідерландський банк (нід. De Nederlandsche Bank) — центральний банк Нідерландів.

## Історія
Нідерландський банк заснований в 1814 році указом Віллема I. Банк був приватною компанією, йому було надано право випуску банкнот, що були законним платіжним засобом. У 1948 році банк націоналізований.